# Parada Vovó Laurinda
A Parada Vovó Laurinda é uma parada ferroviária que atende aos trens de subúrbios da Estrada de Ferro Campos do Jordão (EFCJ). Foi inaugurada em 1986, seu nome homenageando uma das mais antigas moradoras da região de Piracuama.
Localiza-se no município de Pindamonhangaba.

## História
A EFCJ foi idealizada pelos médicos sanitaristas Emílio Ribas e Victor Godinho, a fim de levar os acometidos pela tuberculose aos sanatórios da então Vila de Campos do Jordão, acelerando e providenciando mais conforto a um caminho anteriormente percorrido por sobre lombos de mulas.